# Plan Nuclear Argentino
El Plan Nuclear Argentino es la estrategia que lleva adelante la Argentina en el sector de la energía nuclear en el que realiza desarrollos desde la década de 1950.

## Historia

### Primera etapa (1949‑1990)
El Plan Nuclear Argentino surge con la creación de la Comisión Nacional de Energía Atómica en 1950, tras el fraude del Proyecto Huemul. Su primera actividad sería la construcción de la Central Nuclear Atucha I entre 1968 y 1974.
Entre 1974 y 1983 se construyó la Central Nuclear Embalse en la provincia de Córdoba. Además comenzaron las obras de Atucha II  y se desarrolló el método de enriquecimiento de uranio.
Este período terminaría a comienzos de la década de 1990 cuando el entonces presidente Carlos Menem suspende el programa nuclear.

### Plan de reactivación (2006)
En 2006, bajo la presidencia de Néstor Kirchner, se lanzó un plan de reactivación del sector nuclear que buscaba renovar y reactivar el desarrollo de la energía nuclear en Argentina. Los principales puntos del plan fueron anunciados por el ministro de planificación Julio de Vido durante una conferencia de prensa el día 23 de agosto de 2006:
- Finalizar la planta nuclear Atucha II, que había sido empezada en 1980
- Investigar la viabilidad de la construcción de una nueva planta nuclear, que sería la cuarta para Argentina.
- Extender la vida útil de la planta nuclear Embalse, que originalmente finalizaría en 2011.
- Construir un prototipo de reactor Carem, una planta nuclear de baja potencia de cuarta generación.[5]
- Poner en marcha la de la Planta de producción de agua pesada ubicada en la Provincia del Neuquén.
- Reanudar las actividades de Enriquecimiento en el Complejo Tecnológico Pilcaniyeu.
- Firmar un acuerdo entre CNEA y las empresas Bacon y Tecnonuclear por el cual se entregarán radioisótopos en forma gratuita a varios hospitales públicos para el uso en pacientes de recursos escasos.

En 2005, Carem fue seleccionado entre una docena de proyectos de mayor interés a nivel mundial de reactores de esa franja de potencia, por una comisión de expertos convocada por el Departamento de Energía de los EE. UU. El reactor, se encontraba en una etapa avanzada de diseño en 2006 y tras las el plan de reactivación se avanzó en la construcción de los primeros prototipos.
Se estimó en la fecha del anuncio una inversión de 3500 millones de dólares para llevar adelante el plan.

### Período 2007-2015
En el marco del Plan Nuclear Argentino, en 2009 se sanciona la ley 26.566 que estipula:

ARTICULO 15. — Extiéndase el régimen instaurado por la presente ley a la ejecución de las obras tendientes a la finalización de la construcción, puesta en marcha y operación de la Central Nuclear Atucha II, al proyecto de extensión de vida de la Central Nuclear Atucha I, y a la construcción de toda otra central nuclear cuya ejecución le sea encomendada a Nucleoeléctrica Argentina Sociedad Anónima (NASA).

La extensión de vida de la Central Atucha I aumentó la potencia bruta de 357 MW a 362 MW. La planta emplea una mezcla de uranio natural (0,72 %) y uranio levemente enriquecido al 0,85 %.
A finales de septiembre de 2011 comenzaron las tareas de finalización de la Central Atucha II. El 3 de junio de 2014, Atucha II alcanzó su primera criticidad.
En el caso de la Central de Embalse durante este período se realizó la evaluación de estado, la determinación de los cambios que son necesarios, así como la compra todos los equipos y materiales necesarios. Se decidió que los componentes nucleares sean producidos en el país, beneficiando a la industria metalúrgica local. Argentina es uno de los pocos países del mundo que puede hacerlo por fuera de Canadá, lo que le permitiría instalarse como proveedor mundial esos materiales.
Además el país, a través de la empresa estatal INVAP, ha diseñado y exportado reactores nucleares para Australia, Perú, Argelia, Egipto y Emiratos Árabes Unidos.

### Período 2015-2019
El 31 de diciembre de 2015 finalizó el primer ciclo operativo de la Central de Embalse y se dio inicio al proyecto de Extensión de Vida. La central alcanzó con éxito la puesta a crítico de su reactor el 4 de enero de 2019, iniciando el segundo ciclo operativo por un ciclo de 30 años.